# Voria capensis
Voria capensis är en tvåvingeart som beskrevs av Villeneuve 1935. Voria capensis ingår i släktet Voria och familjen parasitflugor. Inga underarter finns listade i Catalogue of Life.